# Milan Fretin
Milan Fretin (né le 19 mars 2001 à Genk en Région flamande), est un coureur cycliste belge

## Biographie
Milan Fretin obtient ses premiers succès notables sur piste chez les juniors (moins de 19 ans). En 2018, il devient champion de Belgique de keirin et de course à l'américaine dans cette catégorie. Il est sélectionné aux championnats d'Europe sur piste juniors de 2018 et décroche l'or sur la course à élimination. Sur route, il est membre de l'équipe nationale et participé à des manches de la Coupe des Nations, sans obtenir de résultat notable.
Après être passé chez les espoirs (moins de 23 ans), Fretin court en 2020 pour l'EFC-L&R Vulsteke, puis en 2021 pour l'équipe Lotto-Soudal Development. Il réalise  plusieurs podiums sur l' Okolo Jižních Čech et au Tour de Bretagne

### Sport Vlaanderen/Flanders-Baloise (2022-2023)
Il décroche un contrat avec l'UCI ProTeam Sport Vlaanderen-Baloise pour la saison 2022,. Il décroche sa première victoire professionnelle au cours de la saison 2023 en remportant la BW Classic, dont c'est la première édition'.

### Cofidis (depuis 2024)
Pour la saison 2024, il rejoint une UCI WorldTeam en signant avec l'équipe française Cofidis un contrat pour quatre années, jusqu'à la fin de 2027. Dès sa première saison, il remporte deux sprints massifs, lors de la première étape des Quatre Jours de Dunkerque et la deuxième étape du Tour Poitou-Charentes en Nouvelle-Aquitaine.
Il entame l'année 2025 par une victoire le 16 février sur la Clásica de Almería, sa première victoire sur une course d'un jour du calendrier de l'UCI ProSeries. Six jours plus tard, il remporte la 4e étape du Tour de l'Algarve à Faro à l'issue d'un sprint royal devant Jordi Meeus, Filippo Ganna, Arnaud De Lie et Biniam Girmay. En mars, il se classe dans le top 10 de cinq courses dont une dixième place à Kuurne-Bruxelles-Kuurne, une quatrième place sur la Nokere Koerse et une neuvième place à Bredene Koksijde Classic. Le 9 avril, il termine au pied du podium du Grand Prix de l'Escaut, devancé par Tim Merlier, Jasper Philipsen et Matteo Moschetti. Une semaine plus tard, il remporte sa troisième victoire de l'année en s'imposant à Tongres sur le Tour du Limbourg avec un vélo emprunté à un coéquipier à la suite d’une crevaison subie à une vingtaine de kilomètres de l’arrivée.

## Palmarès sur route

### Par année
- 2016
  -  Champion de Belgique sur route débutants 2e année
  - Champion du Limbourg sur route débutants
- 2017
  - Champion du Limbourg du contre-la-montre débutants
- 2018
  - 2e du championnat de Belgique du contre-la-montre par équipes juniors
  - 2e du Trophée des Flandres
- 2019
  - 2e de la Johan Museeuw Classic
  - 3e de la Nokere Koerse juniors
- 2021
  - 4e étape du Tour de Flandre-Orientale
  - 2e du Mémorial Bjorg Lambrecht
  - 2e du Circuit Het Nieuwsblad espoirs
  - 3e d'À Travers Wingene
- 2022
  - 3e du Prix national de clôture
- 2023
  - BW Classic
- 2024
  - 1re étape des Quatre Jours de Dunkerque
  - 2e étape du Tour Poitou-Charentes en Nouvelle-Aquitaine
  - 3e de Paris-Chauny
  - 3e de Binche-Chimay-Binche
  - 3e du Tour de Münster
- 2025
  - Clásica de Almería
  - 4e étape du Tour de l'Algarve
  - Tour du Limbourg

### Résultats sur les grands tours

#### Tour d'Italie
1 participation
- 2025 : non-partant (16e étape)

### Classements mondiaux
| Année                                 | 2021  | 2022 | 2023 | 2024 |
| ------------------------------------- | ----- | ---- | ---- | ---- |
| Classement mondial                    | 1729e | 664e | 472e | 108e |
| UCI Europe Tour                       | 1190e | 511e | nc   | 88e  |
|                                       |       |      |      |      |
| Légende : nc = non classéSource : UCI |       |      |      |      |

## Palmarès sur piste

### Championnats d'Europe
| Édition / Épreuve    | Course à l'élimination |
| Aigle 2018 (juniors) | Or                     |

### Championnats de Belgique
- 2016
  - 2e du scratch débutants
  - 3e du 500m débutants
  - 3e de l'omnium débutants
- 2017
  - 2e de l'américaine juniors
  - 2e du scratch juniors
- 2018
  -  Champion de Belgique de keirin juniors
  -  Champion de Belgique de l'américaine juniors (avec Arno Waeyaert)